# コムナルカ駅 (ソコーリニチェスカヤ線)
コムナルカ駅（コムナルカえき、ロシア語: Коммунарка）はモスクワ地下鉄・ソコーリニチェスカヤ線の駅である。

## 歴史
2019年6月20日に開業した。

## 乗り換え
- 16号線コムナルカ駅（建設中）